# Lenarcice
Lenarcice (cz. Linhartovy, niem. Geppersdorf) – wieś w Polsce, położona w województwie opolskim, w powiecie głubczyckim, w gminie Głubczyce, w południowo-wschodniej części Gór Opawskich, nad rzeką Opawicą.
W latach 1975–1998 miejscowość administracyjnie należała do ówczesnego województwa opolskiego.
Leży na terenie Nadleśnictwa Prudnik (obręb Prudnik).
Część miejscowości leży w granicach Czech – Linhartovy (obecnie dzielnica gminy Miasto Albrechcice).
| SIMC    | Nazwa    | Rodzaj     |
| ------- | -------- | ---------- |
| 0494338 | Podlesie | przysiółek |

## Zabytki
Do wojewódzkiego rejestru zabytków wpisane są:
- park pałacowy, z poł. XVIII-XIX w.
  - oranżeria
  - ogrodzenie kamienne.

## Przyroda
Wioska znajduje się w Obszarze Chronionego Krajobrazu Rejon Mokre - Lewice.

## Transport
W wiosce jest drogowe miejsce przekraczania granicy Lenarcice – Linhartovy z Republiką Czeską przez most na rzece Opawica, dla pojazdów o nośności do 2 ton.